# فال وايس
فال وايس (بالألمانية: Fall Weiss)،، المعروف أيضًا باسم هجوم العدو الرابع ( Serbo-Croatian Latin) كان هجومًا استراتيجيًا مشتركًا لدول المحور ضد البارتيزان اليوغوسلاف في جميع أنحاء يوغسلافيا المحتلة خلال الحرب العالمية الثانية. كانت واحدة من أهم المواجهات في الحرب العالمية الثانية في يوغوسلافيا. وقع الهجوم في أوائل عام 1943، بين 20 يناير   ومنتصف إلى أواخر مارس.  دفعت عملية المحور القيادة العليا البارتيزان إلى سن خططها للقيادة نحو شرق الهرسك، وسانداك والجبل الأسود.  من أجل القيام بذلك، شكل تيتو ما يسمى بالمجموعة التشغيلية الرئيسية، والتي نجحت في نهاية المطاف في شق طريقها عبر نيريتفا في منتصف مارس 1943، بعد سلسلة من المعارك مع تشكيلات معادية مختلفة. تمكنت التشكيلات الحزبية الأخرى، الفيلق الكرواتي الأول والبوسني الأول، من تجنب ضربات المحور، وعلى الرغم من الخسائر الكبيرة، استردت معظم الأراضي التي كانت قد احتلتها قبل بداية العملية. منذ أن وقعت مرحلتها النهائية على نهر نيريتفا، عُرفت العملية في يوغوسلافيا باسم معركة نيريتفا ( Bitka na Neretvi ). تُعرف هذه المرحلة أيضًا باسم معركة الجرحى ( Bitka za ranjenike ).

## خلفية
في أواخر عام 1942، مع تدهور وضع المحور في شمال إفريقيا، أصبحت القيادة العليا الألمانية قلقة بشأن إمكانية إنزال الحلفاء في البلقان. في مثل هذه الحالة، من المرجح أن تتدخل قوى المقاومة في يوغوسلافيا في العمليات الدفاعية الألمانية وكذلك استغلالها الاقتصادي للموارد الطبيعية، بما في ذلك الأخشاب والنحاس والبوكسيت. نتيجة لذلك، في 16 ديسمبر 1942، أمر أدولف هتلر قائد القوات المسلحة في جنوب شرق أوروبا، الجنرال روبرت ألكسندر لوهر، بسحق المقاومة في يوغوسلافيا.   في اجتماع 18-19 ديسمبر / كانون الأول، قررت هيئة الأركان العامة لفيرماخت تدمير جمهورية بيهاتش. في 8 يناير، التقى لوهر وماريو رواتا، قائد الجيش الإيطالي الثاني، في زغرب ووضعوا خطة مفصلة. 

## التنظيم
تم التخطيط للعملية على ثلاث مراحل: 
- فايس 1 تهدف إلى تدمير المناطق التي يسيطر البارتزيان، ليكا، كوردون كازين، Banija، كرايينا وGrmeč. بدأ في 20 يناير 1943 واستمر حتى 25 فبراير.
- فايس 2 تركز على الأنصار في جنوب شرق جمهورية بيهاتش: درافار، غلاموتس، وليفنو، يايتشه وكليوتش.
- كان من المفترض أن يتم تنفيذ فايس 3 في شرق الهرسك والجبل الأسود، واستهدف في الغالب الملكيين الشيتنيك. تم إلغاء هذه المرحلة في أوائل فبراير 1943. [10]

كان الألمان يهدفون إلى تدمير القيادة المركزية للحركة الثورية واللجنة المركزية للحزب الشيوعي اليوغوسلافي وكذلك الجزء الأكبر من الوحدات الثورية حول المقر الأعلى. حشد المحور عشر فرق تساوي 90.000 جندي و12 سربًا جويًا. 
كما شارك مساعدو (وحدات مساعدة) ووحدات تشيتنيك التي تتكون من ما بين 12000 إلى 15000 رجل وعملوا بشكل وثيق مع الإيطاليين.   تزامنت العملية مع ما يسمى ب "مسيرة البوسنة"، وهي خطة دعت لاستخدام الشيتنيك من ليكا وشمال البوسنة وشمال دالماتيا والهرسك والجبل الأسود من أجل تدمير الأراضي التي يسيطر عليها البارتزيان. هناك. كما دعت "مسيرة البوسنة" إلى التطهير العرقي للسكان المسلمين في البوسنة والهرسك وساندجاك. وفقًا للألمان، ضمت قوات تشيتنيك 150.000 رجل في فبراير 1943 (ارتفاعًا من 100.000 في أغسطس 1942). من ناحية أخرى، كان عدد البارتزيان أقل من ثلث هذا الرقم. في 2 يناير / كانون الثاني، أبلغ دراجا ميهايلوفيتش خطته إلى تشيتنيكلتدمير جمهورية بيهاتش البارتزيانية من أجل "تحرير هذه المنطقة الصربية من الإرهاب الشيوعي". 21 كتب: ".. والواقع أن مسألة البوسنة هو الأكثر أهمية في غرب البوسنة ويكا ونحن نبذل حاليا الاستعدادات النهائية لتدمير النهائي للشيوعيين، الذين يمنعنا من تدمير كرواتيا بافيليتش" " 
دعت أوامر العملية إلى شدة شديدة تجاه الحزبين المخطوفين والسكان المدنيين. تم إطلاق النار على الأول بعد إلقاء القبض عليه، وسيتم ترحيل السكان المدنيين الذين يعتبرون معاديين إلى معسكرات العبور. تم تدمير القرى في منطقة القتال على الأرض. منع القادة على الأرض من معاقبة مرؤوسيهم بسبب القسوة المفرطة. 